# Diaphoropeza peruana
Diaphoropeza peruana är en tvåvingeart som beskrevs av Townsend 1911. Diaphoropeza peruana ingår i släktet Diaphoropeza och familjen parasitflugor.
Artens utbredningsområde är Peru. Inga underarter finns listade i Catalogue of Life.